# Stazione di Yanai

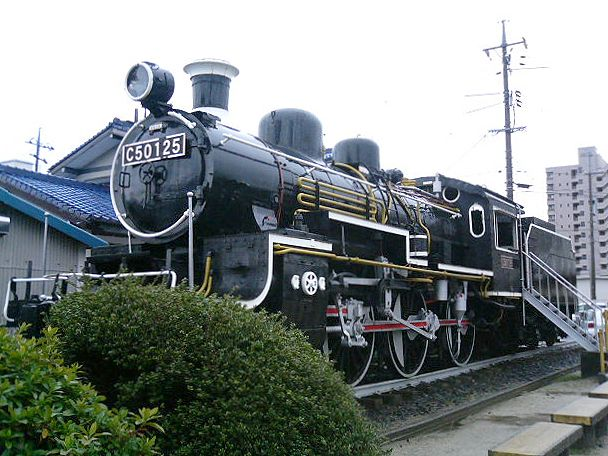
La locomotiva della serie C50125 in esposizione nelle vicinanze della stazione

La stazione di Yanai (柳井?, Yanai-eki) è una fermata ferroviaria situata nella città di Yanai, nella prefettura di Yamaguchi in Giappone. Si trova lungo la linea principale Sanyō della JR West.

## Linee e servizi
JR West
■ Linea principale Sanyō

## Caratteristiche
La fermata è dotata di due marciapiedi laterali e uno a isola con quattro binari in superficie collegati da sovrappassaggio. La biglietteria è aperta dalle 5:40 alle 23:00.
| 1-3   | ■ Linea principale Sanyō | per Iwakuni e Hiroshima |
| 3-4-5 | ■ Linea principale Sanyō | per Tokuyama e Hōfu     |

## Stazioni adiacenti
| «                      | Servizio               | »                      |
| Linea principale Sanyō | Linea principale Sanyō | Linea principale Sanyō |
| ---------------------- | ---------------------- | ---------------------- |
| Yanaiminato            | Locale                 | Tabuse                 |